# Kozmopolitizmus
A kozmopolitizmus a görög kozmosz (mindenség) + polisz (város) szavak egyesítéséből keletkezett kifejezés,  jelentése „világpolgári szemlélet”. A kozmopolita a világ problémáit a nemzet problémái elé helyezi, azaz az emberiség érdekei felülmúlják egy osztály, ország, nemzet érdekeit. A sovinizmussal ellentétben a világ minden emberét egyformának, egyenlőnek tekinti.
A kozmopolitizmus első ismert képviselője Szinópéi Diogenész, ógörög filozófus volt.
A kozmopolitizmus modern értelmezésében az emberi nem egysége érdekében le kell mondani a hazafias érzésekről, a nemzeti kultúráról és hagyományokról.
A nemzeti érzés és mozgalmak 19. századi fellendülése, a nemzetállamok kialakulása nyomán a kozmopolitizmus általában negatív, pejoratív értelmet kapott, mint ami tagadja az önálló nemzeti létet, lemond a nemzeti szuverenitásról. A nacionalizmus hívei előszeretettel azonosítják az internacionalizmus, a nemzetközi együttműködés fogalmával.

## A kozmopolitizmus hívei arányának változása Magyarországon
|                                    | 1995  | 2003  | 2013  | 2023  |
| ---------------------------------- | ----- | ----- | ----- | ----- |
| konzisztens nacionalisták          | 33,2% | 29,8% | 20,8% | 18,8% |
| mérsékelt nacionalisták            | 34,1% | 18,5% | 18,1% | 6,0%  |
| meghasonlott nacionalisták         | 8,5%  | 17,8  | 22,3% | 17,2% |
| mérsékelt kozmopoliták             | 14,3% | 21,9% | 24,2% | 31,0% |
| konzisztens, inkluzív kozmopoliták | 10,0% | 12,0% | 14,5% | 33,0% |

Csepeli György és Örkény Antal 2024-ben megjelent tanulmánya szerint a kozmopolitizmus az 1995 utáni évtizedben fokozatosan teret nyert Magyarországon. A 2010-től erősen jelentkező kormányzati propaganda ellenére csökkent a következetes, vérségi-etnikai alapú nemzeti eszme híveinek aránya, és nőtt a kozmopolita gondolkodásúaké. 
A nemzetközi projekt keretében végzett kutatás 1000 fős minta személyes megkérdezésén alapult, de idővel egyre többen nem vállalkoztak az interjúra, és ilyenkor a csere nem biztos, hogy egyenértékű az előzővel. Továbbá nem vizsgálták a válaszolók anyanyelvét, ami fontos vizsgálati szempont lenne. A kutatásban megjelenő egyértelmű tendenciák ennek ellenére érdekesek.